# Muffensausen
Muffensausen ist eine Musik-DVD mit Live-CD der Beatsteaks. Sie erschien am 7. Juni 2013 bei Warner Music. Sie erreichte Platz drei der deutschen Albumcharts und ist somit gemeinsam mit Limbo Messiah die am zweithöchsten chartplatzierte Veröffentlichung der Band nach dem vorhergehenden Album Boombox.

## Entstehung und Inhalt
Die Konzerte wurden während der Tour 2012 gefilmt. Sänger Arnim Teutoburg-Weiß bezeichnete Muffensausen als „eine Art Geschichtsbuch“. Der Name stamme von Gitarrist und Bassist Peter Baumann, der gesagt habe: „Ick würde dit Muffensausen nennen, dit verbinde ick mit Konzerten.“ Teutoburg-Weiß selbst sagte: „Und dit stimmt ja auch. Nach den ganzen Jahren hat man immer noch so eine Anspannung und Vorfreude. Wenn 20.000 Leute vor der Bühne stehen, dann haste Muffensausen.“ Die Band zeigte sich sehr zufrieden mit dem Album.

## Rezeption
Kai Butterweck von Laut.de vergab fünf von fünf Sternen für die DVD und schrieb: „Mit Muffensausen treten die Hauptstädter all denen in den Arsch, die sich wahlweise hinter meterhohen Feuersäulen, aufgesetzten Witzigkeits-Einlagen oder einschläfernden Revoluzzer-Parolen verstecken.“ Die Veröffentlichung liefere „den Beweis, dass man sich grenzenlose Zuneigung nicht erkaufen kann“. Fabian Soethof von Musikexpress.de schrieb, das „Rundum-Wohlfühlpaket aus dem Hause Beatsteaks“ biete im Vergleich zur vorhergehenden DVD-Veröffentlichung Kanonen auf Spatzen „nicht viel Neues“. Er vergab jedoch 4,5 von fünf Sternen.

## Inhalt
1. Muffensausen (Konzertfilm)
2. Fresse Halten Bass Spielen (Dokumentation)
3. Beat TV (Komplette erste Staffel)
4. Videos + (Making Ofs)

## Songliste der Audio-CD
1. Saysaysay
2. Neat Neat Neat
3. Access Adenalin
4. Cut Of The Top
5. Cheap Comments
6. House on Fire
7. Jane Became Insane
8. Soljanka
9. Under A Clear Blue Sky
10. S.N.A.F.T.
11. Ain't Complaining
12. Bullets From Another Dimension
13. Behaviour
14. Hello Joe
15. Let's See
16. I Don't Care As Long As You Sing